# 50th (Queen’s Own) Regiment of Foot

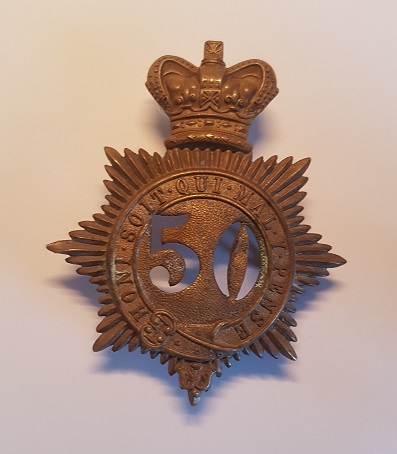
Mützenabzeichen des 50th (Queen’s Own) Regiment of Foot

Das 50th (Queen’s Own) Regiment of Foot war ein Linieninfanterieregiment der britischen Armee, das von 1755 bis 1881 bestand.

## Geschichte
Das Regiment wurde am 25. Dezember 1755 zunächst als 52nd Regiment of Foot von James Abercrombie gegründet. Nachdem im Dezember 1756 das 50th Regiment of Foot (American Provincials) und das 51st Regiment of Foot (Cape Breton Regiment) in Britisch-Nordamerika aufgelöst worden waren, wurde das Regiment am 25. Dezember 1756 zu 50th Regiment of Foot umnummeriert. Am 31. August 1782 wurde der Name des Regiments zu 50th (West Kent) Regiment of Foot erweitert. Am 25. September 1827 wurde das Regiment zu Ehren des Prince William, Duke of Clarence and St Andrews zu 50th (Duke of Clarence’s) Regiment of Foot umbenannt und nachdem dieser 1830 als Wilhelm IV. König geworden war, am 14. Januar 1831 zu Ehren von dessen Gattin Adelaide zu  50th (Queen’s Own) Regiment of Foot geändert.
Am 1. Juli 1881 wurde das Regiment im Rahmen der Childers-Reformen mit dem 97th (The Earl of Ulster’s) Regiment of Foot zum Queen’s Own (Royal West Kent Regiment) verschmolzen. Nach weiteren Verschmelzungen führt seit 1992 das Princess of Wales’s Royal Regiment die Tradition des 50th Regiment of Foot weiter.

## Regimental Colonels
Colonel of the Regiment waren:
- 1755–1756: General James Abercromby
- 1756–1759: Field Marshal Studholme Hodgson
- 1759–1760: Field Marshal John Griffin, 4. Baron Howard de Walden
- 1760–1764: Lieutenant-General Edward Carr
- 1764–1774: General Sir William Boothby, 4. Baronet
- 1774–1775: General Michael O’Brien Dilkes
- 1775–1776: Colonel Hon. George Monson
- 1777–1798: General Sir Thomas Wilson, 6. Baronet
- 1798–1839: General Sir James Duff
- 1839–1842: General Sir George Walker, 1. Baronet
- 1842–1844: Lieutenant-General Sir Hudson Lowe
- 1844–1849: Lieutenant-General Sir John Gardiner
- 1849–1851: Major-General Sir Dudley St. Leger Hill
- 1851–1852: Lieutenant-General William Francis Bentinck Loftus
- 1852–1853: Major-General James Allan
- 1853–1854: Lieutenant-General Sir George Arthur, 1. Baronet
- 1854–1861: General Sir Richard England
- 1861–1862: Lieutenant-General George Eden
- 1862–1872: Lieutenant-General Marcus Slade
- 1872–1881: General Sir Edward Forestier-Walker

## Battle Honours
Dem Regiment wurden folgende Battle Honours verliehen (englische Originalbezeichnungen):
- Egypt
- Vimiera
- Coruna
- Almaraz
- Vittoria
- Pyrenees
- Nive
- Orthes
- Peninsula
- Punniar
- Mookdee
- Ferozeshah
- Aliwal
- Sobraon
- Alma
- Inkerman
- Sevastopol
- New Zealand